# Tragedia de Las Tejerías de 2022
La tragedia de Las Tejerías de 2022 o deslave de Las Tejerías es el nombre que recibe un conjunto de deslaves e inundaciones provocados por el desbordamiento de la quebrada Los Patos en la noche del sábado 8 de octubre producto de las lluvias originadas por el Huracán Julia, las cuales afectaron principalmente a la ciudad de Las Tejerías, ubicada en el municipio Santos Michelena del estado Aragua, Venezuela. En la tragedia, han muerto de acuerdo a cifras 500 personas, mientras que otras 1540 hasta el momento se encuentran desaparecidas.

## Antecedentes
El paso de varios fenómenos atmosféricos afectó considerablemente a Venezuela desde el mes de septiembre, debido al fenómeno meteorológico conocido como La Niña. El 27 de septiembre se desbordó la quebrada Los Patos de Las Tejerías, registrándose 57,7mm de agua de acuerdo con la alcaldía de Santos Michelena. Dicho desbordamiento no dejó víctimas, y una sola vivienda sufrió daños estructurales, mientras que las autoridades llamaron a la calma a la población. De igual manera 18 viviendas quedaron anegadas.
El alcalde del municipio Pedro Hernández indicó que pocos sectores habían sido afectados por el desbordamiento, entre ellos los sectores Castor Nieves Ríos, Barrio Bolívar, Barrio Libertador y los alrededores de la quebrada Los Patos. El 28 de septiembre, Protección Civil, bomberos y demás entes realizaron labores de limpieza y mantenimiento.

## Desarrollo
El 8 de octubre en horas de la noche, tras varias horas de lluvia creció nuevamente la quebrada Los Patos alrededor de las 6:00 p. m., desbordándose la misma, cuya agua se dirigió con fuerza sorpresivamente antes de la medianoche, hacia el centro de la ciudad de Las Tejerías, afectando viviendas, comercios y a la población quienes muchos de ellos ya dormían. Además, a la quebrada Los Patos de acuerdo a las autoridades se le sumaron cuatro quebradas más que crecieron gracias a la lluvia. Según José Carrero Marquina, geomorfólogo de la Universidad de Los Andes, la mala planificación de la ciudad y la construcción sobre cuencas y subcuencas acuíferas fueron determinantes para que sucediera la tragedia. Para Marquina, si bien las quebradas en verano tenían poca agua, con niveles de lluvia anormales como los del 8 de octubre, el nivel de agua de las mismas creció de manera exponencial, retomando su cauce original, donde se había construido casas, comercios e industrias.
El deslave arrastró piedras, lodo, árboles, antenas de telecomunicaciones, postes de electricidad incluyendo líneas de alta tensión y telefónicas, afectando 21 sectores de la zona y 15 empresas dentro de la zona industrial de la ciudad de acuerdo con la gobernadora Karina Carpio, quien llegó a la ciudad a las 5:00 a. m. del 9 de octubre. El deslave dejó a toda la ciudad sin suministro eléctrico, ni suministro de agua potable, y sin señal telefónica.

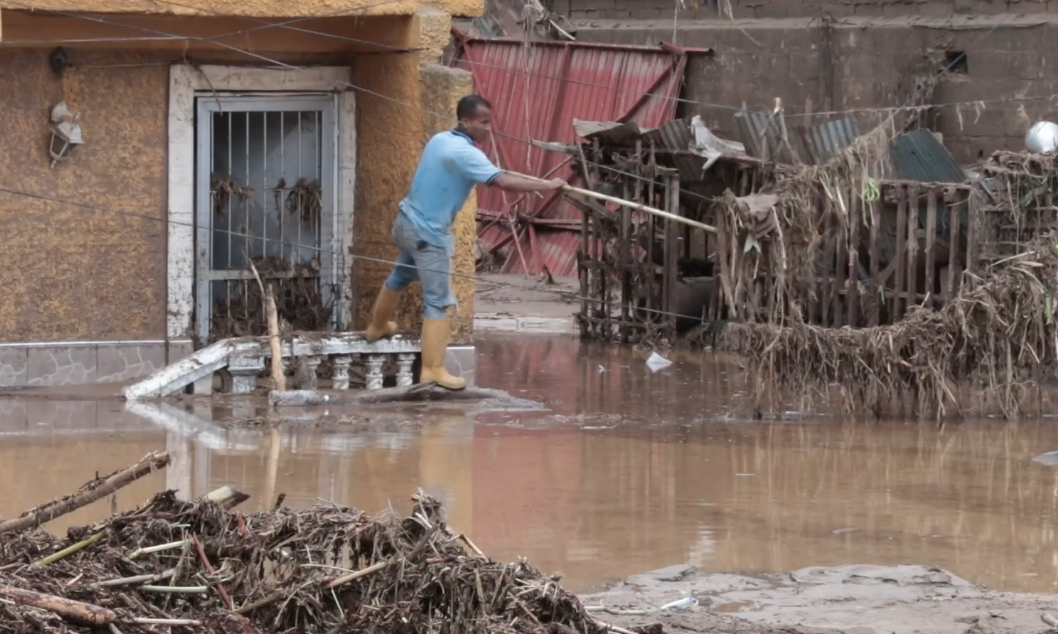
Un habitante de Las Tejerías en una casa tapiada por el lodo.

Las primeras ayudas en el lugar del desastre llegaron en la madrugada del domingo 9 de octubre, cuando empezó la búsqueda y rescate de parte de protección civil. Ese mismo día la vicepresidenta de la República, Delcy Rodríguez desde Las Tejerías confirmó 22 muertos y 52 desaparecidos, declarando el lugar como zona de tragedia. De igual manera la vicepresidenta indicó que la Fuerza Armada Nacional Bolivariana desplegó más de 1000 funcionarios a lo largo de la zona del desastre para participar en las búsquedas y rescate. El gobierno nacional proporcionó drones y perros de rescate para ayudar en las labores. El ministro de Interior y Justicia, Remigio Ceballos anunció la entrega de 300 toneladas de alimentos. La Vicepresidencia Sectorial de Servicios y Obras Públicas se movilizó en la zona para atender a los afectados. La iglesia católica activó el protocolo Cáritas Venezuela para prestar ayuda.
La Cruz Roja se desplegó en Las Tejerías en apoyo a Protección Civil. Organizaciones como Alimenta La Solidaridad y la Federación de Centros Universitarios de la Universidad Central de Venezuela establecieron centros de acopio en Caracas. La empresa de paquetería MRW habilitó todas sus oficinas receptoras para acopiar y enviar sin costo donaciones. 20 bomberos del estado Carabobo llegaron a Las Tejerías.
Nicolás Maduro hizo acto de presencia en Las Tejerías el 10 de octubre junto al diputado Diosdado Cabello y la vicepresidenta Delcy Rodríguez, específicamente en el sector El Béisbol, uno de los más afectados por la catástrofe natural. El día jueves 13 el ministro del Interior Ceballos informó que ya van 50 cuerpos de fallecidos recuperados en la tragedia en Las Tejerías.

## Impacto

### Víctimas
Un primer reporte oficial del 9 de octubre de 2022 indicaba que había un muerto y dos desaparecidos en la tragedia. Horas después ante la falta de información oficial, el medio Punto de Corte dio a conocer extraoficialmente que las víctimas eran más de 20 muertos y más de 50 desaparecidos. Posteriormente la vicepresidenta Delcy Rodríguez elevó la cifra a 22 muertos y 52 desaparecidos. El 10 de octubre el gobierno elevó la cifra a 37 muertos y 52 desaparecidos. El Cuerpo de Investigaciones Científicas, Penales y Criminalísticas empezó a identificar a los fallecidos por nombre, edad y número de cédula. La Cruz Roja halló 5 cadáveres en el Estado Miranda, presuntamente relacionados con la tragedia de Las Tejerías.
El martes 11 de octubre el presidente Nicolás Maduro elevó la cifra de víctimas a 39 muertos y 56 desaparecidos. Minutos después la vicepresidenta Delcy Rodríguez dio una cifra más alta, 43 muertos. El jueves 13 el ministro del Interior Remigio Ceballos informó que ya van 50 cuerpos de fallecidos recuperados en la tragedia en Las Tejerías

### Infraestructura e impacto económico
Cáritas reportó que al menos 765 viviendas fueron destruidas tras el deslave, mientras que alrededor de 1 400 familias fueron afectadas. El alud torrencial además provocó un severo daño en el sector económico de la ciudad, incluyendo pérdida de cosechas, comercios destruidos así como un liceo y dos escuelas de la localidad. Por otro lado, cifras oficiales arrojaron que eran 317 las viviendas completamente destruidas, mientras que 717 presentaban daños significativos. Otras 20 000 viviendas fueron de alguna manera afectadas por el deslave. Conindustria, gremio de industriales, no quiso dar cifras para centrar la atención en la emergencia humanitaria.
El Estímulo dio a conocer que la zona industrial de la ciudad, principal motor económico del lugar, fue fuertemente afectada por el deslave. Los galpones de la ensambladora de vehículos Chery fueron cubiertos de lodo y escombros. El matadero de la ciudad también sufrió severos daños en su pared perimetral producto de la creciente.

## Controversias

### Denuncias de censura
Durante casi toda la noche del 8 de octubre y mañana del 9 de octubre se desconocieron cifras oficiales de víctimas en el lugar, lo que dio paso a acusaciones de censura en los medios de telecomunicación del Estado por lo que gran parte de la información inicial se conoció a través de redes sociales. La gobernadora del estado Karina Carpio, pidió a los habitantes no compartir imágenes del estado de la ciudad tras el desastre, levantando críticas. La ONG Espacio Público denunció que la Guardia Nacional Bolivariana estaba impidiendo el paso de periodistas, reporteros y personal de prensa a la ciudad de Las Tejerías. Se informó que los funcionarios estaban pidiendo a los periodistas una acreditación del Ministerio de Comunicación e Información para poder permitirles la cobertura en la zona del desastre.
El 11 de octubre, el ministro de Interior, Justicia y Paz dijo desde Las Tejerías a la prensa independiente que «no estorben» y afirmó además «hay una zona decretada de desastre y no se permite el acceso de ningún periodista ni de ninguna empresa privada porque estamos trabajando». Añadió que los canales del Estado ya se encontraban en la zona, y que los demás medios necesitan una autorización del Ministerio del Poder Popular para Relaciones Interiores, Justicia y Paz. El presidente del Colegio Nacional de Periodistas, Tinedo Guía rechazó las acciones del gobierno nacional resaltando «el artículo 337 de nuestra constitución garantiza la información aún en estado de excepción. Solicitamos a las autoridades la máxima colaboración con los colegas periodistas para que cumplan con la información veraz y oportuna que requiere el pueblo». El Sindicato Nacional de Trabajadores de la Prensa respondió las declaraciones del Ministro del Interior a través de Twitter diciendo que el derecho a la información «está protegido en la Constitución, aún en casos de emergencia».

### Restricciones a los donativos
Hubo denuncias de habitantes de la localidad que afirmaron que efectivos de la Guardia Nacional estaba cobrando montos en dólares a los voluntarios, para dejar entrar donativos y ayuda humanitaria no autorizada por el gobierno. Isaac Castillo, habitante de Las Tejerías y damnificado por el deslave, afirmó que dirigentes locales del Partido Socialista Unido de Venezuela estaban impidiendo a los afectados por el desastres a dirigirse al centro de la ciudad para exigir el ingreso de la ayuda humanitaria que no había sido autorizada de ingresar a la ciudad. La periodista Gregoria Díaz informó que no se estaba permitiendo la entrada a la zona del desastre a particulares que no contaran con la debida autorización de las autoridades.
Se reportó que el gobierno había habilitado un único centro de acopio en La Victoria para depositar los donativos, y que serían ellos mismos quienes se encargarían de llevarlo a Las Tejerías y distribuirlo.

## Reacciones internacionales
- Organización de las Naciones Unidas. Gianluca Rampolla, coordinador residente del Sistema de Naciones Unidas en Venezuela, afirmó vía Twitter: «En un día tan triste para Venezuela, quisiera expresar mi dolor y pesar por las personas fallecidas y afectadas a causa de las inundaciones en el país, especialmente por el deslave en Tejerías. Desde ONUVenezuela estaremos movilizando apoyo en estrecha coordinación con las autoridades».[51] La Oficina de la Naciones Unidas para la Coordinación de Asuntos Humanitarios (OCHA) dijo mantener contacto con las autoridades para ayudar en el lugar.[52][53]

- Unión Europea. La delegación de la Unión Europea en Venezuela expresó afecto y solidaridad a las víctimas de la tragedia.[54]
- Alianza Bolivariana para los Pueblos de Nuestra América-Tratado de Comercio de los Pueblos. En un comunicado especial, el organismo expresó condolencias y solidaridad por el deslave, dando su apoyo al presidente Nicolás Maduro.[55]

- Estados Unidos. El embajador de los Estados Unidos en el país, James Story escribió en Twitter «Expresamos nuestra solidaridad con los venezolanos que están en vulnerabilidad por las lluvias en toda Venezuela, sobre todo en Tejerías, Aragua. Elevamos nuestras oraciones por los desaparecidos para que los encuentren con bien, y nuestras condolencias a los familiares de los fallecidos».[56]
- Francia. Romain Nadal, embajador francés en Venezuela expresó «en nombre de mi presidente Emmanuel Macron y mi canciller Catherine Colonna, transmito la solidaridad de Francia con los damnificados por las inundaciones».[57] Dijo que el gobierno francés estaba evaluando la posibilidad de enviar ayuda humanitaria a Las Tejerías.[57]
- Irán. La Embajada de Irán en Venezuela, expresó vía Twitter el 10 de octubre, su solidaridad con Venezuela «sumida en el dolor debido a la catástrofe» que provocaron las lluvias en esa región.[58]